# Юта (растение)
Вижте пояснителната страница за други значения на Юта.
Ютата (Corchorus) е род едногодишно тропическо влакнодайно растение от семейство липови. Представлява трева или полухраст. Съществуват около 30 вида в Азия, Африка и Америка. В България се отглежда органично.
Юта се нарича и влакното след отопяване и олющване на стъблото. То е лъскаво, хигроскопично, с дължина 1,5 – 3 м и дебелина 15 – 28 µm. Употребява се за изработване на непромокаеми чували, въжета, декоративни платове, амбалаж и хартия.